# Dementor

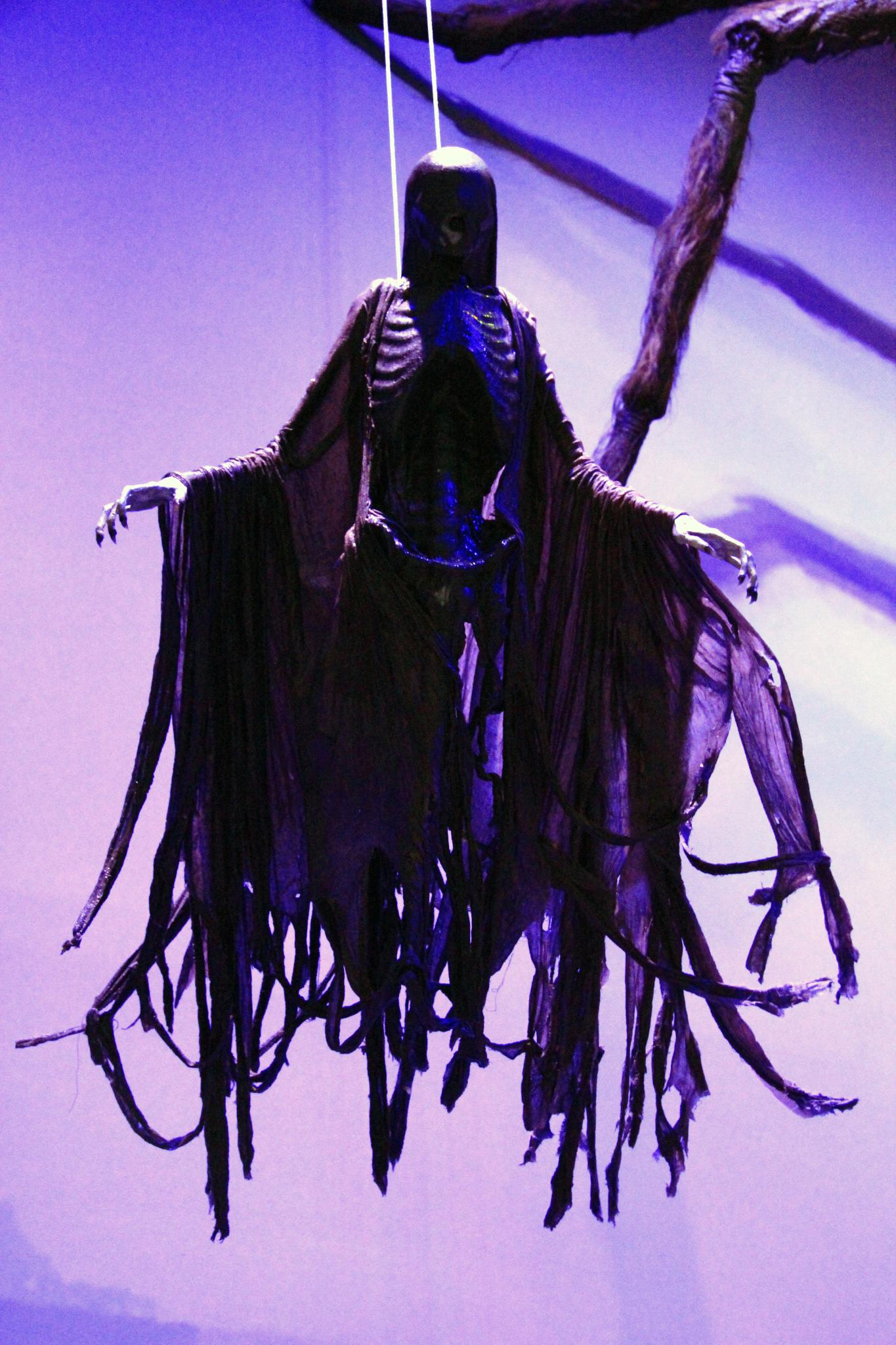

Dementorer är fiktiva varelser i böckerna om Harry Potter av J.K. Rowling. De suger de i sig lyckliga minnen ur sina offer, så att det enda som kvarstår är minnena av de mest förfärliga händelserna som inträffat i deras liv. Det värsta en dementor kan göra, är att sätta sin mun mot någon annans och suga själen ur denne, en så kallad dementorskyss. Det blir dimmigt när det är mycket dementorer i ett område och kallt, nästan frostigt när de är riktigt nära.